# Au labour. Le Printemps
Au labour. Le Printemps (russe : На пашне. Весна) est un tableau du peintre russe Alexeï Venetsianov (1780—1847), peint dans la première moitié des années 1820. Il est exposé à la Galerie Tretiakov (numéro d'inventaire :155). Ses dimensions sont (51,2 × 65,5 cm),.
Le tableau Au Labour. Le Printemps fait partie d'une série de tableaux du peintre associée aux travaux de la terre par les paysans. Le peintre a débuté dans la vie dans le district de Vychni Volotchek, gouvernement de Tver. On ne connaît pas vraiment l'histoire de la toile depuis les années 1840 et durant les années qui suivirent. On sait seulement que Pavel Tretiakov en fit l'acquisition au plus tard en 1893.
L'image centrale du tableau est la figure d'une mère paysanne élégamment habillée, qui conduit deux chevaux tirant une herse et surveille en même temps son enfant assis près des sillons. La toile n'est pas seulement réaliste mais en même temps allégorique puisqu'elle tente à représenter une image idéalisée de la terre russe. Le décalage entre la réalité et la toile peut provenir du fait qu'il ne s'agit pas d'un tableau-récit mais plutôt d'un tableau-poème, dont le but est de recréer l'humeur joyeuse qui s'éveille en l'homme à la renaissance du printemps. La substance poétique de la toile peut se définir comme la communion de l'homme avec les siècles, par la fusion avec le monde de la nature à travers des gestes séculaires.
Malgré sa taille relativement petite, il fait partie des chefs-d'œuvre de la collection de la galerie Tretiakov, et il est considéré par les historiens d'art comme faisant partie de l'héritage classique de la culture nationale russe.
Avec cette toile, le paysage russe est enfin marqué d'un caractère spécifiquement russe.
Avant Venetsianov et l'école Venetsianov, les peintres russes étaient profondément marqués par la tradition latine à travers des peintres tels que Claude Lorrain, Nicolas Poussin et Canaletto. Les Russes Fiodor Matveïev, Maxime Vorobiov ou Sylvestre Chtchedrine produisirent des chefs-d'œuvre, mais pas spécifiquement russes.

## Histoire
Dans la littérature consacrée à l'histoire de l'art, il existe plusieurs datations différentes de cette peinture. Zinaïde Fomicheva, dans une monographie de 1949, suggère les années 1810 comme date de réalisation, mais Alexeï Savinov, dans son ouvrage de 1955, date le tableau du début des années 1830. Cette incertitude provient du fait que le peintre Venetsianov, en général, ne signait ni ne datait aucune de ses toiles. Il reste que les historiens actuels considèrent que ce tableau daterait de la première moitié des années 1820 et c'est ainsi que la Galerie Tretiakov le renseigne dans son catalogue.
Deux autres œuvres peintes au milieu des années 1820, À la moisson. L'Été (Galerie Tretiakov, (inventaire no 56) et Fenaison (Galerie Tretiakov), (inventaire no ж-1819), sont comme les labours au printemps considérés comme faisant partie de la série de peintures associées par l'artiste au travail des paysans. Parfois, ces trois œuvres de Venetsianov sont appelées les saisons (printemps, été, automne) et certains critiques suggèrent qu'il pourrait y avoir eu une quatrième œuvre intitulée L'hiver dont on n'a conservé aucune trace. En même temps, on peut considérer que, puisque le travail des paysans commence avec le labour au réveil du printemps, il est vraisemblable que ce tableau les labours au printemps fut le premier du cycle.
La plus grande partie des tableaux sur des thèmes paysans a été créée pendant le séjour de Venetsianov dans le kraï d'Oudomel, ancienne partie du district de Vychni Volotchek, gouvernement de Tver (actuellement dans la région d'Oudomlia dans l'Oblast de Tver), où il vivait dans des propriétés du village de Tronikha (à une verste au sud-ouest de Doubrovski, aujourd'hui appelé Venetsianovo (ru)) et dans le village de Safonkovo (à deux verstes au sud de Doubrovski). Parfois, dans les ouvrages sur la question, on ne parle que de Safonkovo. L'ethnographe Dmitri Podouchkov a fait des recherches sur cette question et affirme que Venetsianov, de 1819 à 1832, vivait à Tronikha et qu'il n'a déménagé à Safonkovo que plus tard. Selon Podouchkov, Venetsianov a vécu la moitié de sa vie à Tronikha et c'est durant cette période qu'il fut le plus créatif.
Au cours de la première décennie qui suit la création de la peinture, celle-ci est connue sous plusieurs dénominations : dans les années 1830 — Une femme dans le champ qui conduit des chevaux, en 1838 (pour le tirage de la loterie de la Société impériale d'encouragement des beaux-arts) — Femme villageoise avec des chevaux. En 1840, le nom est modifié en Femme hersant le champ dans l'article Troisième loterie artistique, publié dans le journal des artistes,.
Les noms des premiers propriétaires de l'œuvre ne sont pas connus. On sait seulement que Pavel Tretiakov l'acquiert au plus tard en 1893.

## Sujet et description
Le tableau Au Labour. Le Printemps est de style réaliste, mais en même temps est une allégorie du travail et représente une image de la terre russe en général et idéalisée. Selon le critique d'art Alexei Savinov, Venetsianov est un des maîtres de la peinture de paysage dans la peinture russe, « parce qu'il l'a enrichie, avec ce tableau, avant que ne se crée une image qui synthétise la grande patrie russe ». Le sujet est simple : une paysanne, une herse, un champ. Venetsianov en fait un « poème épique sur la résurrection éternelle de la terre et de l'homme ».

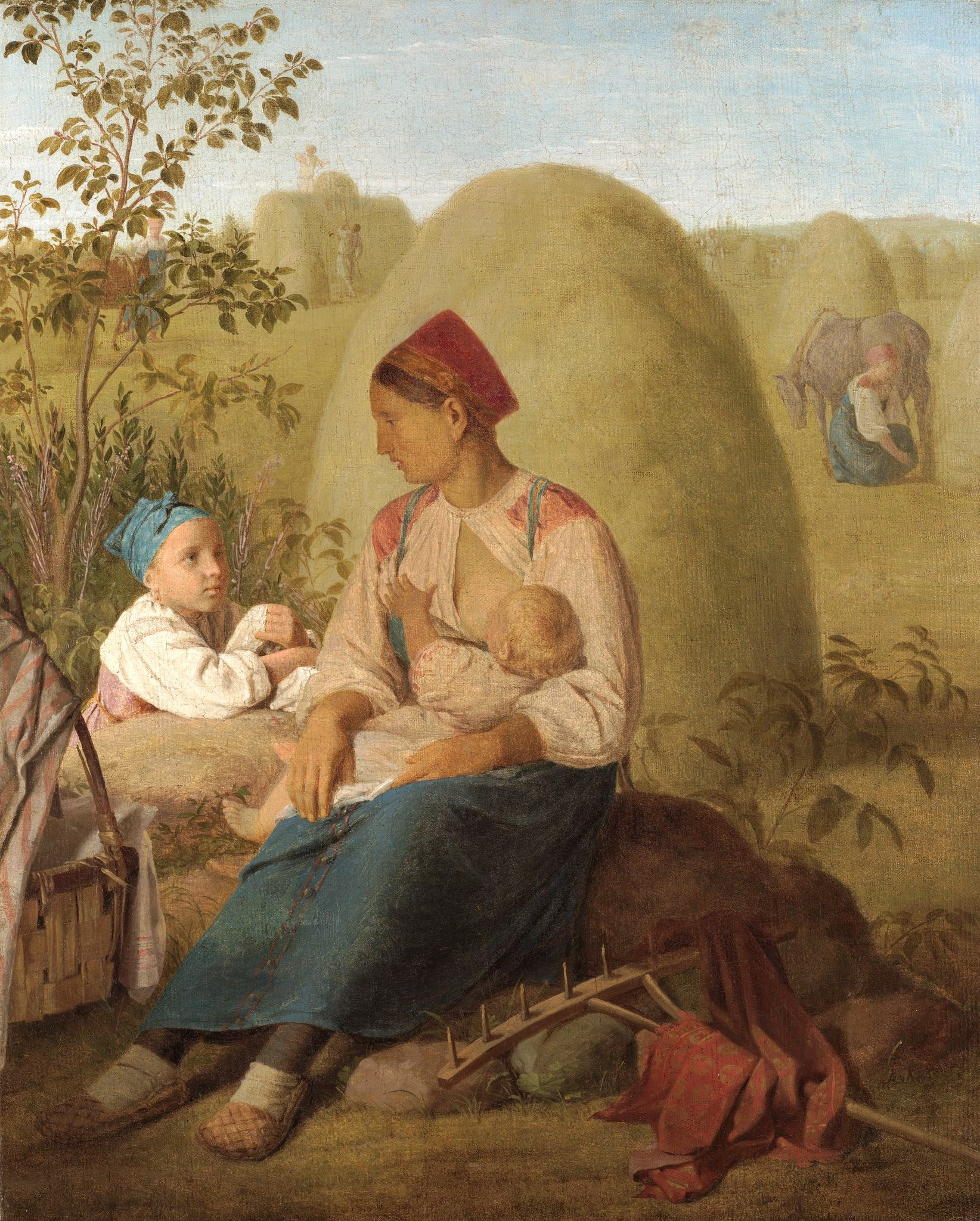
Alexeï Venetsianov : La Fenaison

La plus grande partie de la toile est occupée par le ciel. Venetsianov étudie spécialement le déplacement des nuages et tente de décrire leurs mouvements et leur vitesse relative. Il réussit ainsi à créer un effet de volume à sa toile et à rendre l'harmonie de leur course dans le ciel. La ligne de l'horizon est située assez bas et davantage du côté droit du tableau. Cela permet à l'artiste de créer une impression de vaste espace ouvert, « un ciel infini, à l'aspect de voûte, de sphère sans limites ».

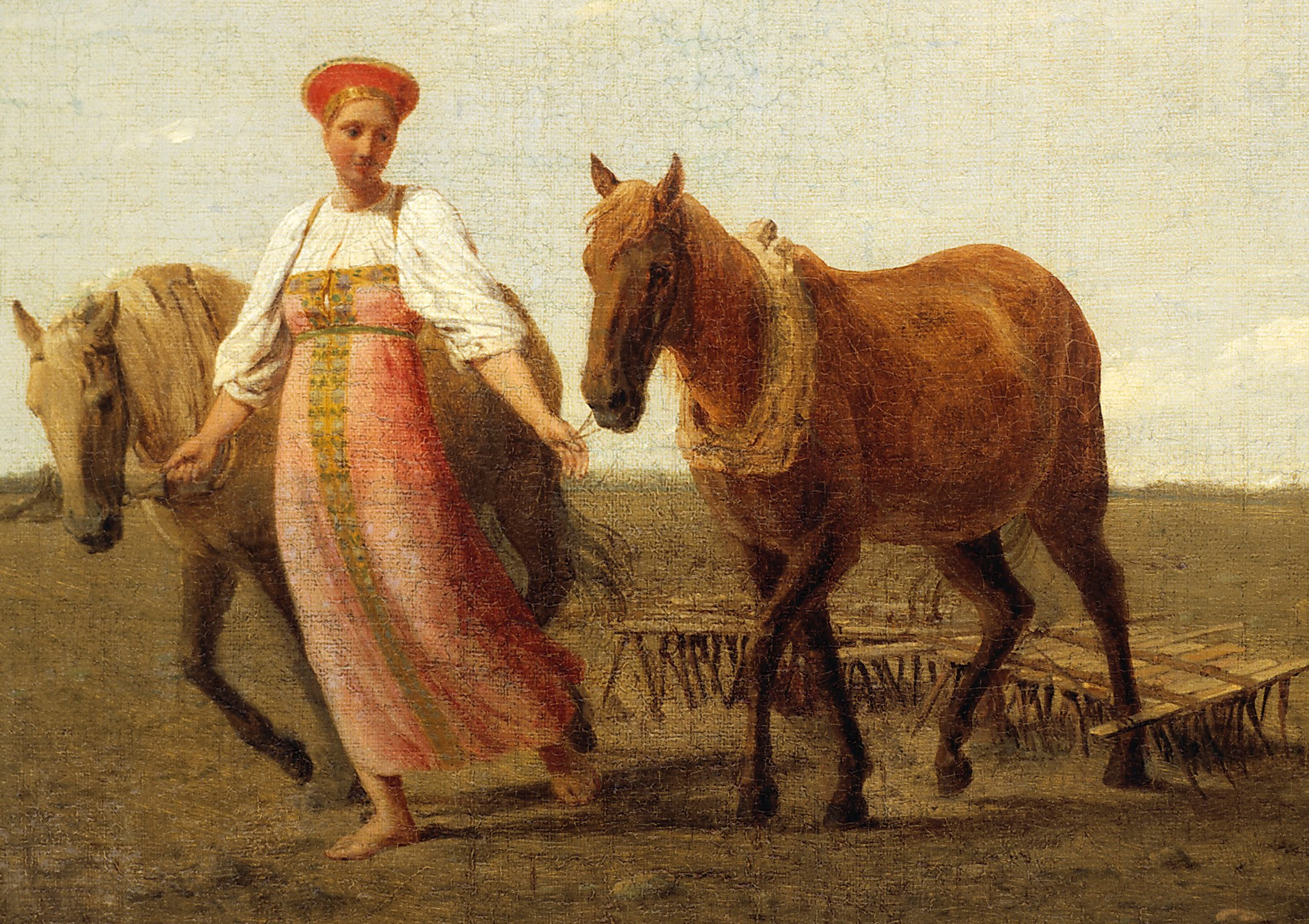
Détail de la toile montrant la paysanne et les chevaux.

Au centre de l'image apparaît une jeune mère paysanne de proportions harmonieuses. Elle conduit deux chevaux, tout en regardant avec attention l'enfant assis par terre représenté dans le coin inférieur droit. La jeune femme est habillée d'un élégant sarafane et coiffée d'un kokochnik, pareil à un antique diadème. Elle avance facilement sur la terre, la touchant à peine du pied, comme si elle planait et qu'elle n'était pas une paysanne mais une divinité telle que Flore, incarnant le printemps. Cette impression est renforcée par le fait que la taille de sa tête semble, proportionnellement, plus grande que celle des chevaux. Ce qui ne nuit en rien à la composition de l'ensemble. Venetsianov n'approfondit pas la symbolique psychologique du printemps chez la paysanne, il ne décrit pas, par exemple, les détails de son visage, mais s'en tient à la réalisation d'une plastique parfaite de l'ensemble du portrait. Les rythmes mélodiques et la combinaison harmonieuse des tons sont réunis pour créer un sentiment de beauté sublime.
La critique a reproché à Venetsianov d'avoir habillé sa paysanne de vêtements trop riches. Il faut ici rappeler que ces vêtements de luxe ne sont pas une invention de l'artiste. Que l'on se souvienne que le premier jour de labourage était considéré dans les temps anciens comme un jour de fête pour les paysans et que ce jour-là on portait ses plus beaux habits,.

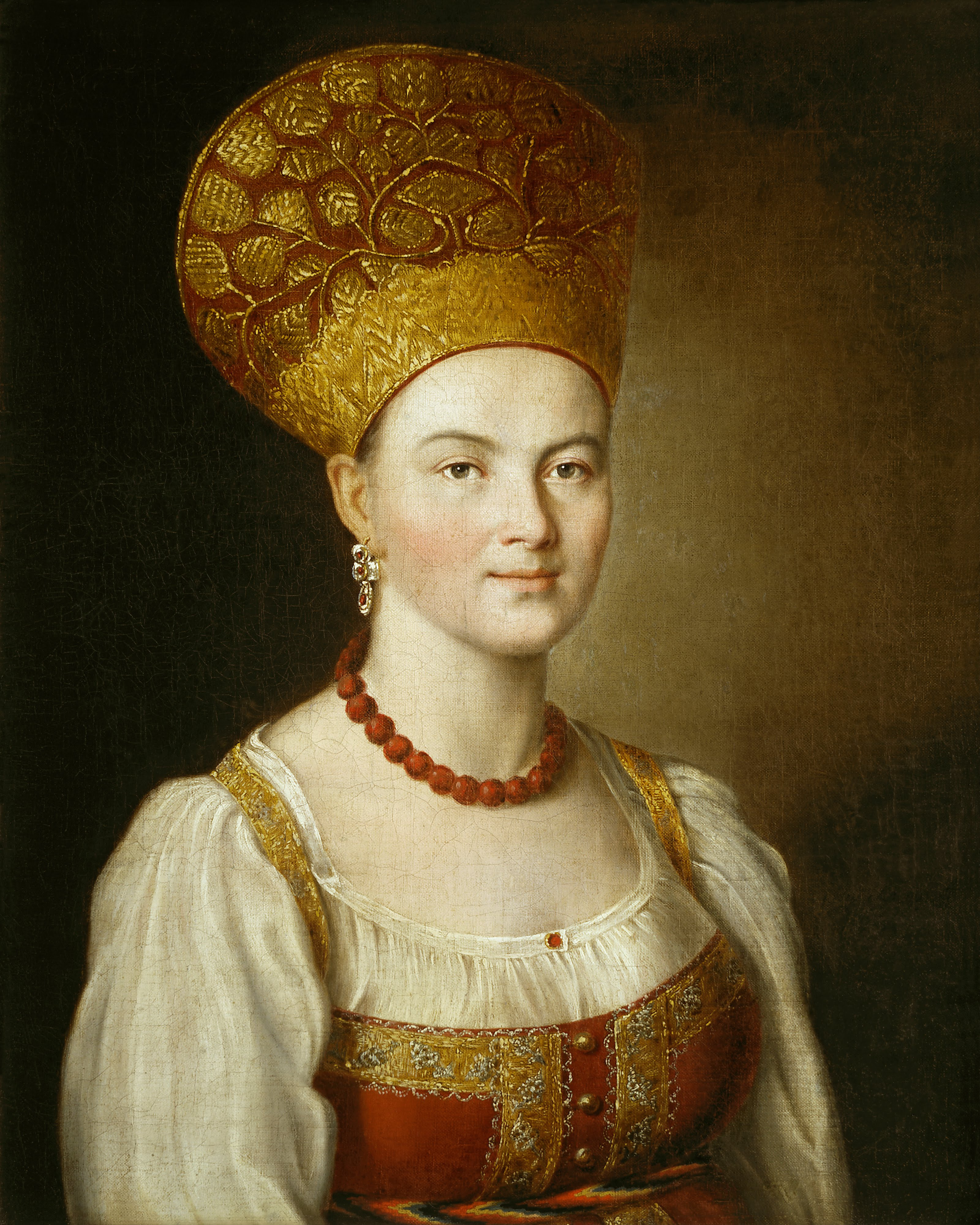
Ivan Argounov : Portrait d'une inconnue en costume russe (1784).

Certains critiques ont cherché des analogies entre le Portrait d'une inconnue en costume russe d'Ivan Argounov qui date de 1784 et Au labour. Le Printemps.
On peut penser que le sujet de la toile de Venetsianov n'est pas simplement idyllique. Le spectateur comprend rapidement que la jeune mère ne voit son enfant que par moments, le temps de passer avec les chevaux à proximité de lui. Plus loin, à gauche et à droite, on voit d'autres paysans en train de labourer. Ceux-ci permettent de donner au tableau sa véritable dimension spatiale et permettent de se rendre compte de la dimension du champ. En même temps, ces paysans montrent que tout le monde est au travail. Certaines silhouettes dans le lointain sont presque transparentes et on distingue l'arrière-fond peint avant les personnages. Les souches déracinées et quelques autres détails soulignent le réalisme et la vraisemblance du paysage représenté dans le tableau.
Le bleu joue un rôle important dans la gamme des couleurs du tableau, mais malgré cela il ne fait pas ressentir trop de froideur (le bleu est une couleur froide) et c'est plutôt une impression inverse qui domine, pleine de chaleur et de bonheur, grâce aux tons verts doux du feuillage et de l'herbe à l'avant-plan. Au-dessus, le ciel est d'un bleu clair, presque blanc, et occupe une grande partie de la toile alors que le bas du tableau privilégie les tons verts et ocre pour l'herbe et la terre. En utilisant une perspective aérienne qui part du sol vers le ciel, Venetsianov a réussi à créer une transition harmonieuse des tons qui, du vert intense au premier plan, se fondent progressivement à l'arrière-plan avec l'ocre de la terre, jusqu'à la limite de l'horizon, où se rencontrent la terre et le ciel.

## Critiques
Le peintre et critique d'art Alexandre Benois, dans son ouvrage Histoire de la peinture russe au XIXe siècle, évoque, dans le chapitre consacré à Venetsianov et à son école, son admiration pour le tableau L'été (appelé aussi À la moisson. L'Été). À propos du Printemps, il écrit : « Il est étonnant aussi qu'il ait couplé son Printemps, dont la figure de la femme est académique, avec un paysage, dans lequel, longtemps avant Alexeï Savrassov (1830-1897) et avant Piotr Petrovitch Sokolov (1821-1899), il exprime modestement le charme tranquille du printemps russe par l'image de la douceur de chevaux ».

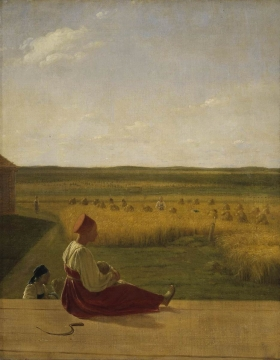
Alexeï Venetsianov : À la moisson. L'Été.

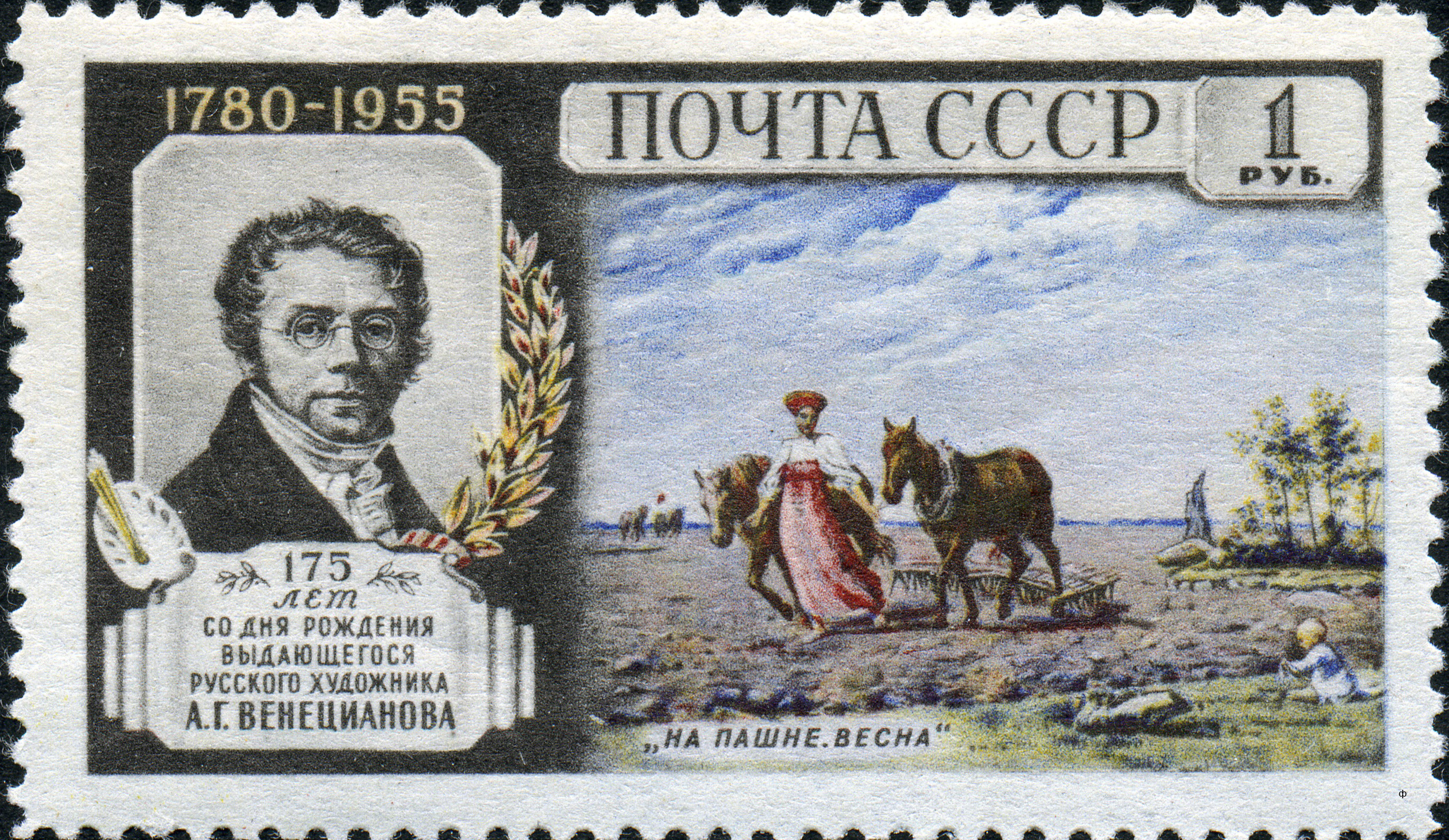
Timbre-poste d'URSS de 1955 où figure le tableau Au labour. Le Printemps.

L'historien d'art Alexeï Savinov considère Au labour. Le Printemps et La moisson. L'Été comme des œuvres superbes et profondes ; il écrit : « Il faut remarquer comme elles diffèrent de la simple véracité, comme elles s'éloignent des conventions dans la composition, la couleur, le dessin. Les personnages vivent dans un monde qui leur est propre ». Pour lui, dans ce tableau Au labour. Le Printemps, « Venetsianov a réussi à transmettre toute la poésie de la maternité et à montrer le charme qui émane de la jeune mère ». Alexeï Savinov apprécie hautement la maîtrise de l'artiste dans ce tableau, qui « par la noblesse de sa pensée, par la force de ses sentiments, par la perfection de la réalisation, montre que cette petite toile de Venetsianov appartient à l'héritage classique de la culture nationale russe ».
Constatant les contradictions possibles entre l'élégant sarafane, la démarche légère de la paysanne sur son champ fraîchement semé, le rapport de taille entre sa silhouette et celle des chevaux, le critique d'art Mikhaïl Alpatov écrit que la toile de Venetsianov n'est pas vraiment une scène de genre ordinaire. Ce n'est pas un tableau-récit et s'il y a des libertés poétiques et, au contraire, des omissions, elles se justifient par l'idée représentée du printemps en général et l'humeur joyeuse que celui-ci apporte à l'homme.
En parlant de la toile Au labour. Le Printemps et des autres toiles du cycle paysan, l'historien d'art Dmitri Sarabianov écrit que Venetsianov a appelé la nature russe, et avant tout la terre et le ciel, à une existence particulière et en a immédiatement saisi les aspects les plus essentiels. D'autre part, on voit comment l'artiste travaille soigneusement à l'avant-plan, puis la zone où la terre est retournée, l'herbe, le pierres, les feuilles. Mais, par ailleurs, la terre s'étend littéralement à l'infini, se prolonge au-delà de la peinture, sans être limitée par les côtés de la toile. Ces propriétés apparemment contradictoires sont harmonieusement conjuguées sur la toile de Venetsianov et se complètent l'une l'autre.